# تاماس كيس (لاعب كرة قدم مواليد 2000)
تاماس كيس (بالمجرية: Kiss Tamás)‏ هو لاعب كرة قدم مجري في مركز الوسط، ولد في 24 نوفمبر 2000 في جيور في المجر. شارك مع Hungary national under-16 football team ‏ ومنتخب المجر تحت 17 سنة لكرة القدم ومنتخب المجر تحت 19 سنة لكرة القدم ومنتخب المجر تحت 21 سنة لكرة القدم. أما مع النوادي، فقد لعب مع نادي ديوسجوري.

## وصلات خارجية
- تاماس كيس (لاعب كرة قدم مواليد 2000) على موقع قاعدة بيانات كرة القدم.إي يو (الإنجليزية)
- تاماس كيس (لاعب كرة قدم مواليد 2000) على موقع ناشيونال فوتبول تيمز (الإنجليزية)
- تاماس كيس (لاعب كرة قدم مواليد 2000) على موقع Soccerway.com (الإنجليزية)
- تاماس كيس (لاعب كرة قدم مواليد 2000) على موقع عالم كرة القدم.نت (الإنجليزية)